# Geotrypetes pseudoangeli
Geotrypetes pseudoangeli es una especie de anfibio gimnofión de la familia Dermophiidae.
Habita en el sur de Guinea y en Liberia. En Liberia, se halla en los alrededores de la población de Ganta (condado de Nimba); en Guinea, en los de Beyla (región de Nzérékoré). 
Sus hábitats naturales incluyen bosques secos tropicales, plantaciones, jardines rurales y zonas previamente boscosas ahora muy degradadas.